# Paris is Burning (película)
Paris is Burning es una película documental del año 1990 dirigida por Jennie Livingston. Filmada en la segunda mitad de los años 80, relata el movimiento conocido como cultura ball en la ciudad de Nueva York, y los sectores sociales más implicados en él: gais latinos y afro-americanos, además de la comunidad transgénero, todos ellos muchas veces envueltos en el riesgo de exclusión social y la pobreza. 
Se ha considerado este documental como una extraordinaria muestra del fin de la llamada "Edad Dorada" de los bailes drag en Nueva York, además de una delicada exploración de los conflictos derivados de la raza, la clase social y el género en Norteamérica.

## Contenido
Este documental explora las elaboradas y muy estructuradas competiciones de baile que se celebraban en Nueva York en esa época, en las cuales los participantes, adheridos a un tema o categoría muy específico, debían bailar "caminando", muchas veces imitando a los pasos de un desfile de moda. Sus movimientos eran juzgados sobre la base de distintos criterios, como por ejemplo el aspecto estético 'drag', la belleza de sus ropas o su habilidad en el baile.
A lo largo del metraje, el documental oscila entre imágenes de las competiciones de baile y entrevistas con los más destacados miembros de este movimiento, entre ellos Pepper LaBeija, Dorian Corey, Angie Xtravaganza, y Willi Ninja. Muchos de los que participaban buscando ganar un trofeo pertenecían a las distintas "casas" del movimiento, un término asimilado también del mundo de la moda, pero que aquí adquiere un significado similar al de una suerte de familia, o grupo social, con unas características representativas propias. Del mismo modo, aquellas "casas" y participantes que reiteradamente ganaban en estas competiciones, adquirían de hecho un estatus quasi-legendario para el resto del movimiento.
Jennie Livingston, que nunca cursó estudios de cine y tardó 6 años en realizar Paris Is Burning, quiso concentrarse en entrevistar a las figuras claves del movimiento, muchos de ellos contribuyen con monólogos que arrojan luz sobre esta cultura del baile, así como sobre sus propias personalidades. En esta película, títulos como "casa" o "madre" enfatizan cómo esta subcultura adaptaba términos del mundo blanco heterosexual, dotándolos de un nuevo significado. Así las "casas" eran las nuevas familias para los jóvenes bailarines cuya orientación sexual les había llevado muchas veces a tener que romper con sus familias.
El documental describe a personas con varias y distintas identidades entre géneros y/o comunidades a quienes pertenecen y sus varias formas de expresión. Por ejemplo, algunos de ellos tuvieron que convertirse en trabajadores sexuales, como Venus Xtravaganza, otros robaban ropa y algunos otros fueron expulsados de sus hogares por la actitud homófoba de sus padres. En otro de los casos, el objetivo es ahorrar para poder realizar la operación de reasignación de sexo. Ségun Livingston, el documental es un exploración con varias capas de una subcultura de Americanos-Africanos y Latinos que demuestra un microcosmo de la sociedad lo que fue subestimado, clandestino, y desconocido en la cultura popular de los Estados Unidos. El documental también explora como estos sujetos luchaban cotidianamente con la adversidad que implicaba el racismo, la homofobia y la pobreza. Una tras otra, las entrevistas de esta película ofrecen una mirada a las vidas y problemas de sus protagonistas y la fuerza, orgullo y ánimo que estos debían mantener para sobrevivir en un mundo "rico y blanco".
Drag es un representación complejo que toca temas de género, clase social, y raza en los que uno puede expresar uno mismo, deseos, y aspiraciones. En la película, la comunidad Americana-Africanas y Latinas son los que demuestra un rango diverso de identidades y géneros en sus presentaciones, este incluye los hombres gay, "butch queens", y hasta hombres y mujeres transgénero.
La película se concentra en los origines de un estilo de baile, el "voguing", donde los que compiten camina la pasarela como modelos y pausa o "freeze & pose" en posiciones elegantes se ellos fueron parte de un sesión de fotografía por la portada de la revista Vogue. El artist Malcolm McLaren (con Mark Moore of S'Express and William Orbit) llevaban el fenómeno al público, justo antes que terminaron Paris is Burning, con su canción "Deep in Vogue" lo que fue incluyida en la película y mencionada por Pepper LaBeija, bailarinas como Willi Ninja. La canción alcanzó el primer puesto, #1, en los Billboards Dance Chart de EE. UU.. Un año después, Madonna lanzó la canción "Vogue", lo que hizo popular el baile otrora underground.
Sin embargo, Livingston asegura que la película no solo trata de un baile lindo. "Este película es importante para cualquier persona, no importa si es gay o no es gay. La película prueba que todos somos debajo del control de las masas de comunicación; demuestra como logramos algunas metas de la sociedad, como a parecer como modelos o tener un caro en nuestro poder, a pesar de una cultura exigente. Todo trata de sobrevivir. Trata de personas quien tiene algunos prejuicios contra ellos y quienes han aprendido a sobrevivir con un sentido de humor, dignidad, y energía. Es una historia corta sobre como todo nosotros hemos sobrevividos."
Los productores de música C&C Music Factory utilizado partes de Paris is Burning en un canción, "Bonus" o "Shade" de su álbum, Gonna Make You Sweat. El famoso drag queen RuPaul, también usó unas palabras del documental en su película Starrbooty y en su serie RuPaul's Drag Race.

## Controversia
La película recibió fondos del National Endowment for the Arts (NEA) durante un período cuando la fundación fue juzgada por apoyar a artistas polémicos como Robert Mapplethorpe y Andres Serrano. Livingston era consciente de que toda la publicidad acerca de su proyecto amenazaba la recaudación de fondos, por lo que evitó revelar muchos detalles sobre el proyecto fuera de su pequeño círculo de productores y colaboradores.
En 1991, muchos de los participantes destacados en la película quisieron hacer una demanda para recibir beneficios y ganancias. Paris DuPree buscó el acuerdo más grande: $40 millones de dólares por el uso no autorizado de su baile. Los productores declararon que siempre habían planeado compensar a los participantes principales. Todos abandonaron sus reclamos luego de que sus abogados confirmaron que habían firmado acuerdos de confidencialidad y carecían de los recursos para seguir pagando por los abogados. Luego, los productores distribuyeron aproximadamente $55,000 dólares entre trece de los participantes.

## Recepción crítica
Cuando salió en cines, el documental recibió muy buenas críticas y ganó varios premios como el Sundance Film Festival Grand Jury Prize, el Berlin International Film Festival Teddy Bear, el premio del público del Toronto International Film Festival, un GLAAD Media Award, el Women in Film Crystal Award, y el galardón al mejor documental de Los Angeles, New York, y National Film Critics' Circles. También fue nombrado como una de los mejores películas de 1991 por los periódicos Los Angeles Times, The Washington Post, por la National Public Radio y  por la revista Time, entre otros medios.
Paris Is Burning no ganó un nominación de los Academy Awards por Best Documentary Feature, el público percibió que algunas asuntos y estilos de vida no fueron incluido el los Oscars y este fue la razón los cambios en como proponen las candidaturas de los Oscars.
Más de dos décadas después, Paris is Burning, sigue siendo una herramienta de unir entre los jóvenes gay y trans; una vía en como los académicos y alumnos pueden examinar temas de raza, clase social, y género; una forma como los participantes de bailes pueden encontrar y conocer sus ancestros; y un perfil de varias Americanos notables, la mayoría quienes han muerto desde la producción.
Algunas personas han criticado Paris Is Burning. En Is Paris Burning?, escrito por bell hooks, ella cuestionaba la representación de los bailes drag, criticando que e poder del acto simbólico se transforma en a disminuir espectáculo: "El enfoque principal fue el proceso o el ritual de la pompa entre "black drag balls" y se convierte en entretenimiento. Un ritual es un acto de ceremonia que lleva el significado más lejos que podemos ver o entender, mientras que un espectáculo funciona como una forma dramática de  exponer...Por lo tanto es fácil para los observadores blancos el transforlar rituales de los negros en un espectáculo." hooks, una escritora feminista quien no se identifica como LGBT, también criticaba la eficacia política de los bailes de drag, usando su propio experimento con drag, e indicando que os bailes mismos carecen de una consciencia política, artística y social. El libro Bodies that Matter: On the Discursive Limits of "Sex" escrito por Judith Butler está basado en la película.

## Premios
- 1990 – IDA Award, la asociación internacional de documentales
- 1990 – LAFCA Award Best Documentary, Los Angeles Film Critics Association
- 1990 – Audience Award Best Documentary, San Francisco International Lesbian & Gay Film Festival
- 1991 – Grand Jury Prize Documentary, Sundance Film Festival
- 1991 – Teddy Award para el mejor documental, Berlin International Film Festival
- 1991 – Boston Society of Film Critics Awards (BSFC) mejor documental
- 1991 – Open Palm Award, ahora llamada Breakthrough Director Award Gotham Awards
- 1991 – NYFCC Award Best Documentary, New York Film Critics Circle Awards
- 1991 – Golden Space Needle Award Best Documentary, Seattle International Film Festival
- 1992 – Una película formidable (documental), GLAAD Media Awards
- 1992 – NSFC Award el mejor documental, National Society of Film Critics
- 2015 – Cinema Eye Honours Legacy Award
- 2016 - Añadido a el Registro National de Películas[14]